# 서구동
서구동(西區洞)은 대한민국 경상북도 안동시의 동이다. 동 주민센터는 안기천로 78(당북동 304-8번지)에 있다.

## 연혁
- 1914년 7월 5일 : 안동군 안동면 옥동, 법상동 설치
- 1931년 4월 1일 : 안동읍 승격으로 법상정 및 팔굉정이 되었다.
- 1947년 1월 1일 : 일본식 동 명칭 개정으로 법상정과 팔굉정 등의 마을 명칭이 대석동, 옥야동, 광석동, 당북동, 법상동, 금곡동, 안흥동, 화성동이 되었다.
- 1963년 1월 1일 : 안동시로 승격으로 대흥, 대신, 당북동 설치
- 1983년 2월 15일 : 안동군 남후면 수상, 수하동과 남선면 정상, 정하동을 안동시에 편입하면서 강남동을 설치
- 1997년 7월 1일 : 과소동 통폐합으로 대흥, 대신, 당북동을 서구동으로 병합
- 1998년 12월 1일 : 과소동 통폐합으로 강남동을 서구동에 편입
- 2005년 9월 1일 : 행정동 조정으로 수상, 수하, 정상, 정하동을 강남동으로 분동하고 법상동(법상, 금곡, 화성)을 서구동에 편입

## 법정동
| 행정동 | 법정동         | 설명 |
| ------ | -------------- | --- |
| 서구동 | 대석동(大石洞) | 1931년 안동읍제 실시에 따라 법상동(法尙洞)을 일본식 지명인 법상정1~5정목(法尙町1~5丁目)으로 분할하였다가 1947년 일제 잔재 청산의 일환으로 법상정2정목이 대석동이 되었다. 1963년 안동읍이 시로 승격함에 따라 안동시 대석동이 되었다. 대석이란 지명은 지름 3m의 큰 돌이 있었다는 데 연유한다. |
| 서구동 | 옥야동(沃野洞) | 조선 후기 안동부 서부에 속한 지역으로 감옥이 있었다고 하여 옥거리 또는 옥리라고 하였다. 1914년 행정구역 통폐합에 따라 옥동(玉洞)에 편입되었다. 1931년 안동읍제 실시에 따라 옥동 일부를 분할하여 일본식 지명인 팔굉정4정목(八紘町4丁目)이 되었다. 1947년 일제 잔재 청산의 일환으로 옥야동이 되었고, 1963년 안동읍이 시로 승격함에 따라 안동시 옥야동이 되었다.                                                          |
| 서구동 | 광석동(廣石洞) | 조선 후기 안동부 서부에 속하였다. 1895년(고종 32) 지방관제 개정으로 부내면(府內面) 옥리(玉里)에 편입되었으며 1914년 행정구역 통폐합에 따라 법상동(法尙洞)에 편입되었다. 1931년 동제 실시에 따라 일본식 지명인 법상정4정목(法尙町4丁目)이 되었다. 1947년 일제 잔재 청산의 일환으로 광석동으로 고쳤고, 1963년 안동읍이 시로 승격함에 따라 안동시 광석동이 되었다. 광석이란 지명은 마을에 넓은 돌이 있었다는 데 연유한다. |
| 서구동 | 당북동(堂北洞) | 조선 후기 안동부 서부지역에 속하였다. 1914년 행정구역 통폐합에 따라 옥동(玉洞)에 편입되었다. 1931년 안동읍제 실시에 따라 일본식 지명인 팔굉정5정목(八紘町5丁目)이 되었다. 1947년 일제 잔재 청산의 일환으로 당북동이 되었고, 1963년 안동읍이 시로 승격함에 따라 안동시 당북동이 되었다. 당북이란 지명은 법룡사(法龍寺:일명 한절)의 법당 뒤에 위치한다는 데 연유한다.                                                    |
| 서구동 | 법상동(法尙洞) | 조선시대에는 안동부 서부지역으로서, 법상사(法尙寺)가 있었으므로 법석골[法昔谷]이라고 부르다가 1914년 행정구역 통폐합에 따라 법상동으로 되었다. 1931년 법상정이 되었다가 1947년 일제 잔재 청산으로 법상동이 되었다. 1963년에는 금곡동(金谷洞)을 법상동으로 통합하였다. |
| 서구동 | 금곡동(金谷洞) | 조선 후기 안동부 서부에 속한 지역이었다. 1914년 행정구역 통폐합에 따라 법상동(法尙洞)에 편입되었다가 1931년 동제 실시에 따라 일본식 지명인 법상정5정목(法尙町5丁目)이 되었다. 1947년 일제 잔재 청산의 일환으로 금곡동이 되었고, 1963년 안동읍이 시로 승격함에 따라 안동시 금곡동이 되었다. |
| 서구동 | 화성동(花城洞) | 조선 후기 안동부 서부 지역에 속하여 잿골 또는 성지동이라 하였다. 1914년 행정구역 통폐합에 따라 법상동(法尙洞)에 편입되었으며, 1931년 안동읍제 실시에 따라 법상동 일부를 분할하여 일본식 지명인 법상정1정목(法尙町1丁目)이 되었다. 1947년 일제 잔재 청산의 일환으로 화성동이 되었고, 1963년 안동읍이 시로 승격함에 따라 안동시 화성동이 되었다. 화성이란 지명은 목성산(木城山) 밑에 있다는 데 연유한다.                 |
| 서구동 | 안흥동(安興洞) | 안동시 사장뚝 서쪽에 있는 마을이다. 이 마을은 안흥동의 터로서 넓이가 10마지기 정도가 된다. 모래 천방이 터져서 물이 넘어 늪이 생긴 마을이라 하여 구무탕 또는 개변늪, 갱변늪이라고 하였다. 안흥동의 유일한 자연마을이다. |

## 교육 기관
- 경안고등학교 (금곡동)
- 안동여자고등학교 (법상동)
- 경안여자중학교 (금곡동)
- 안동여자중학교 (법상동)
- 복주여자중학교 (당북동)
- 안동서부초등학교 (금곡동)
- 안동교육지원청 (당북동)
- 경상북도교육청 안동도서관 (당북동)

## 주요 기관
- 안동우체국 (당북동)
- 안동시평생학습관 (당북동)
- KT&G 안동지사 (당북동)
- KT 서안동지점 (당북동)
- 전문건설공제조합 안동지점 (당북동)
- 안동문화예술의전당 (안흥동)
- 안동시 청소년수련관 (옥야동)
- 안동농협 본점 (당북동)
- 경상북도 유교문화회관 (화성동)

## 의료
- 안동성소병원 (금곡동)

## 상업
- 안동중앙신시장 (옥야동)

## 교통
- 국도 제5호선
- 국도 제34호선